# Macrosphenus concolor
Macrosphenus concolor là một loài chim trong họ Macrosphenidae.